# Cruciskirche (Sondershausen)

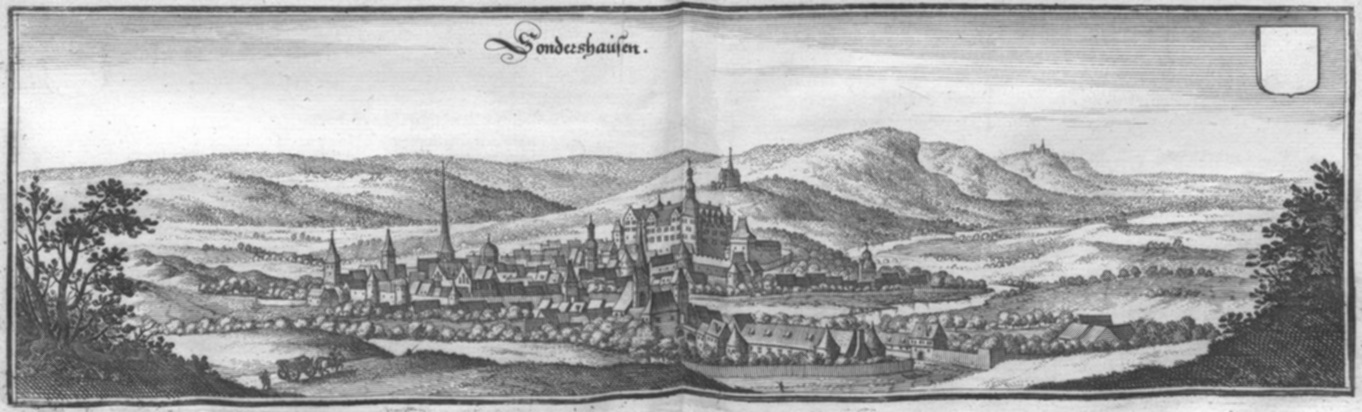
Sondershausen in der Topographia Germaniae von 1650. In der Bildmitte die Cruciskirche mit dem spitzen Turm.

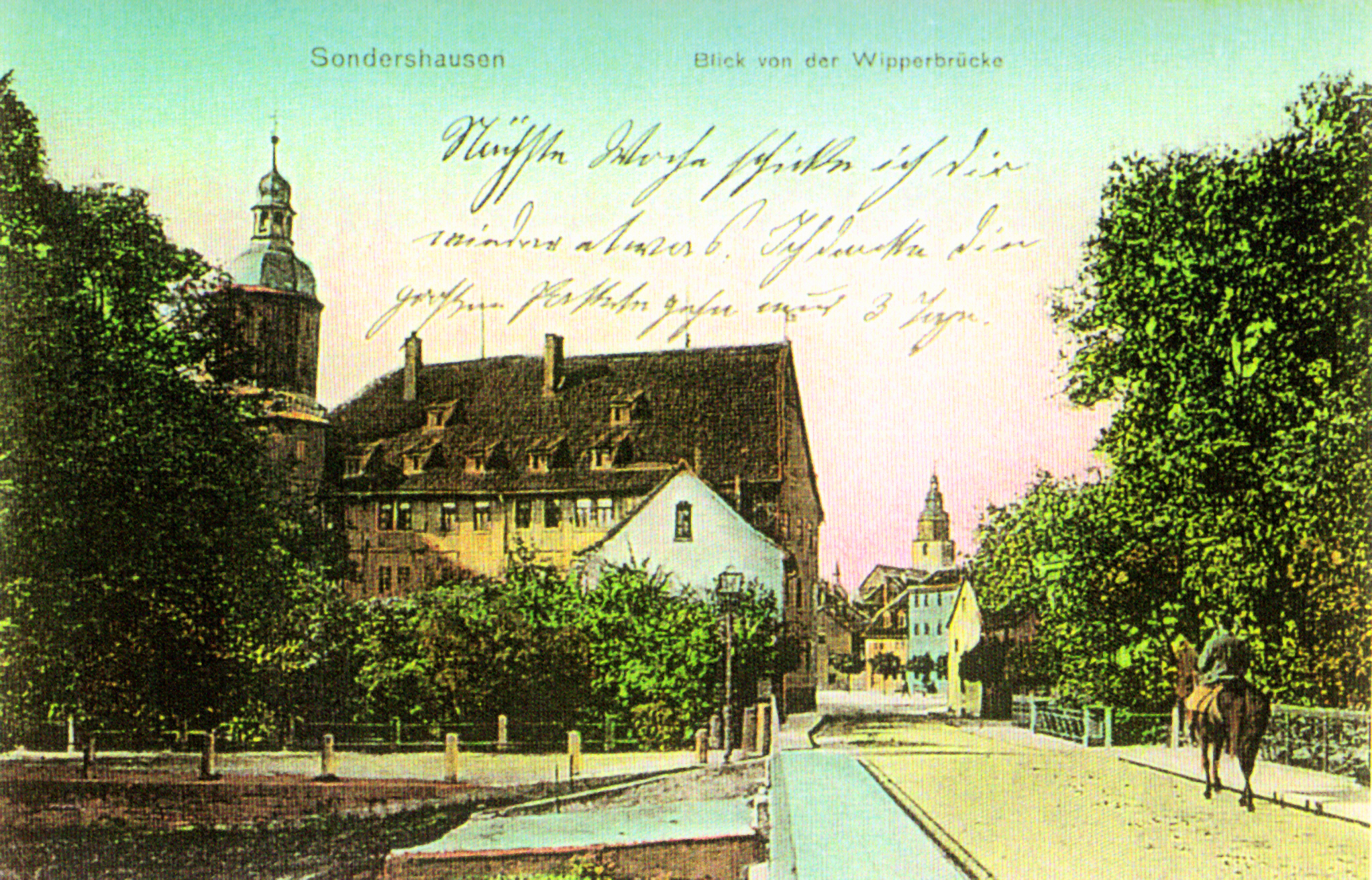
Turm der Cruciskirche mit welscher Haube und Hospizgebäude um 1900.

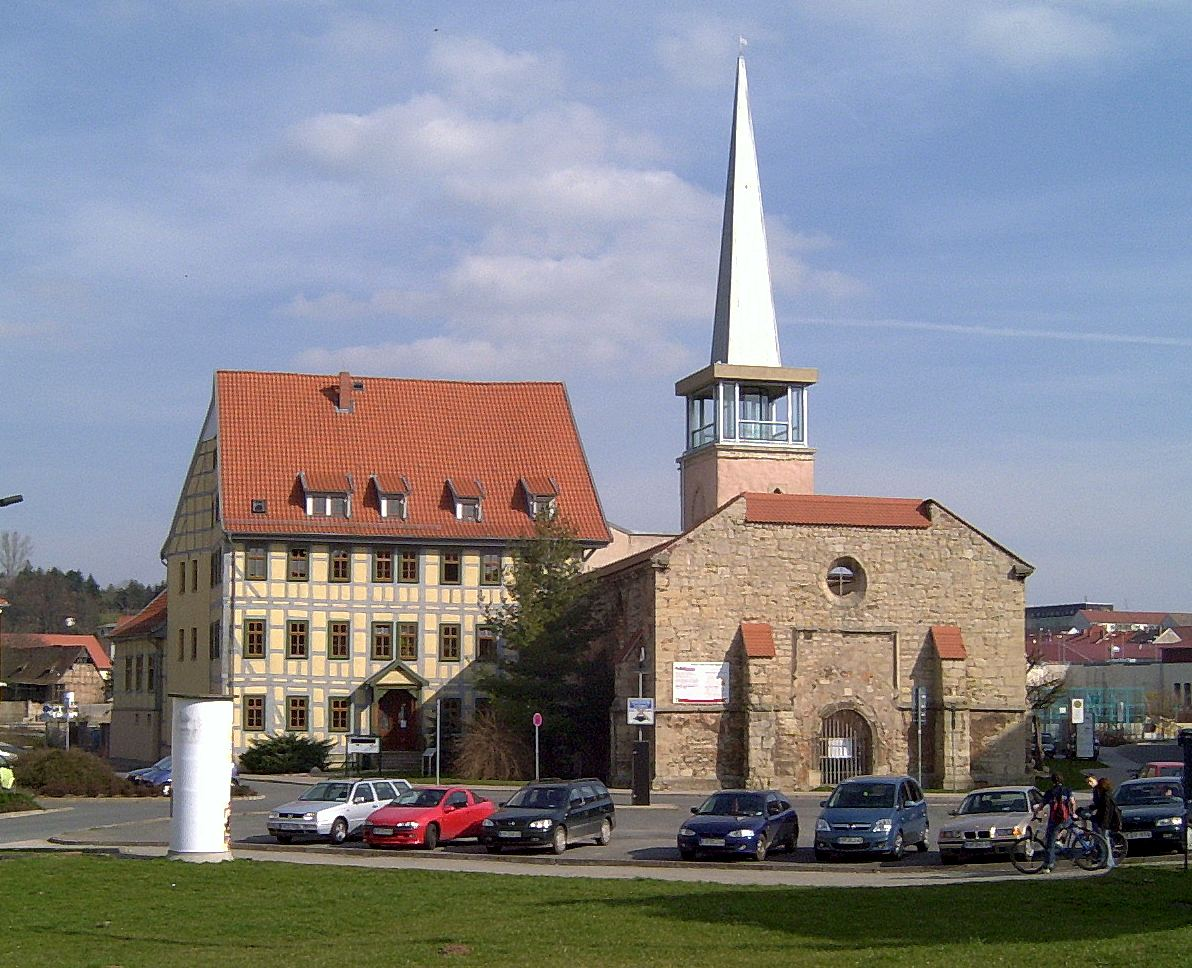
Cruciskirche Sondershausen. Blick auf die Westseite. Links das ehemalige Hospiz, 2007.

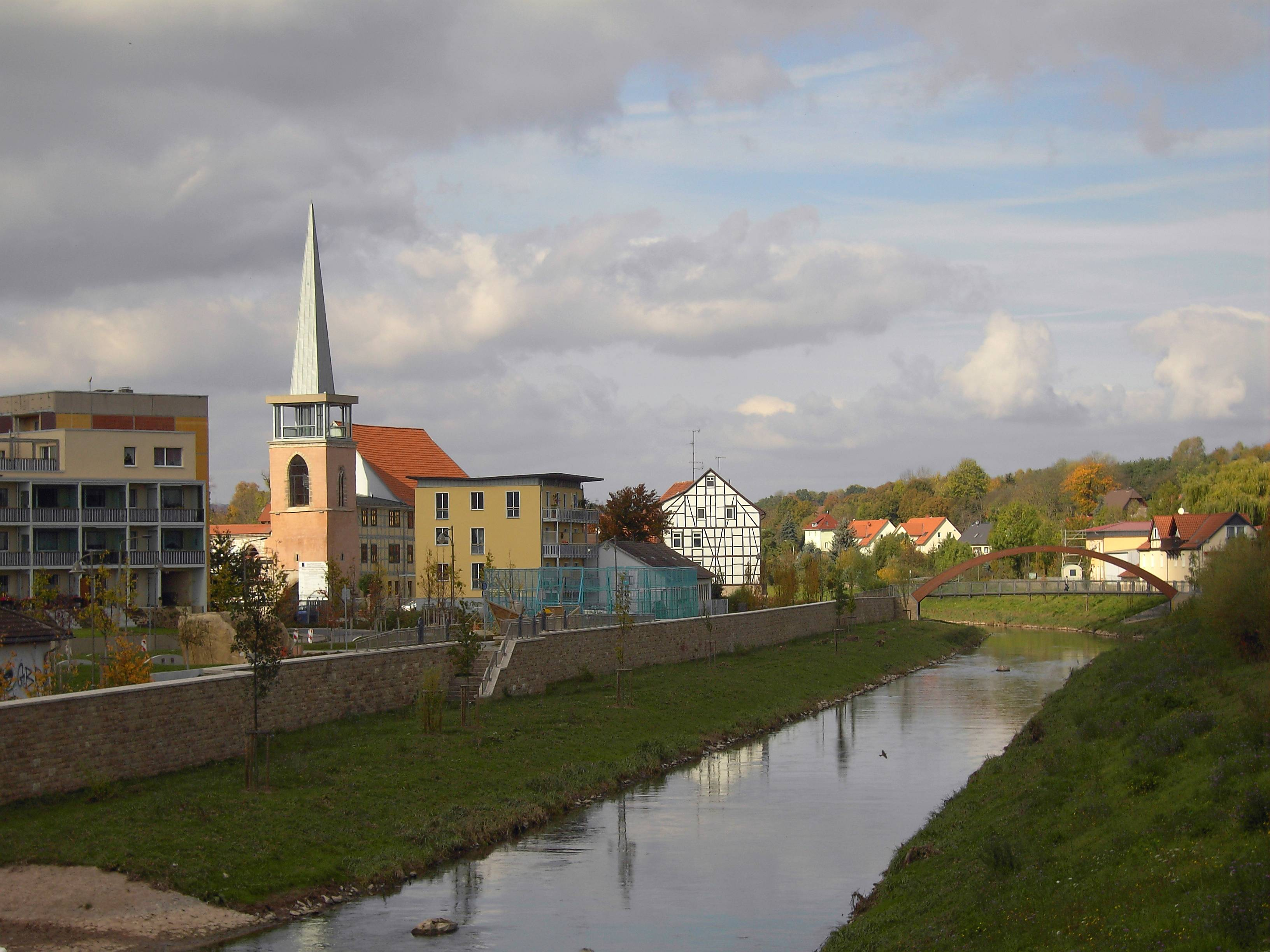
Die Cruciskirche an der Wipper mit neuer spitzer Haube, 2007.

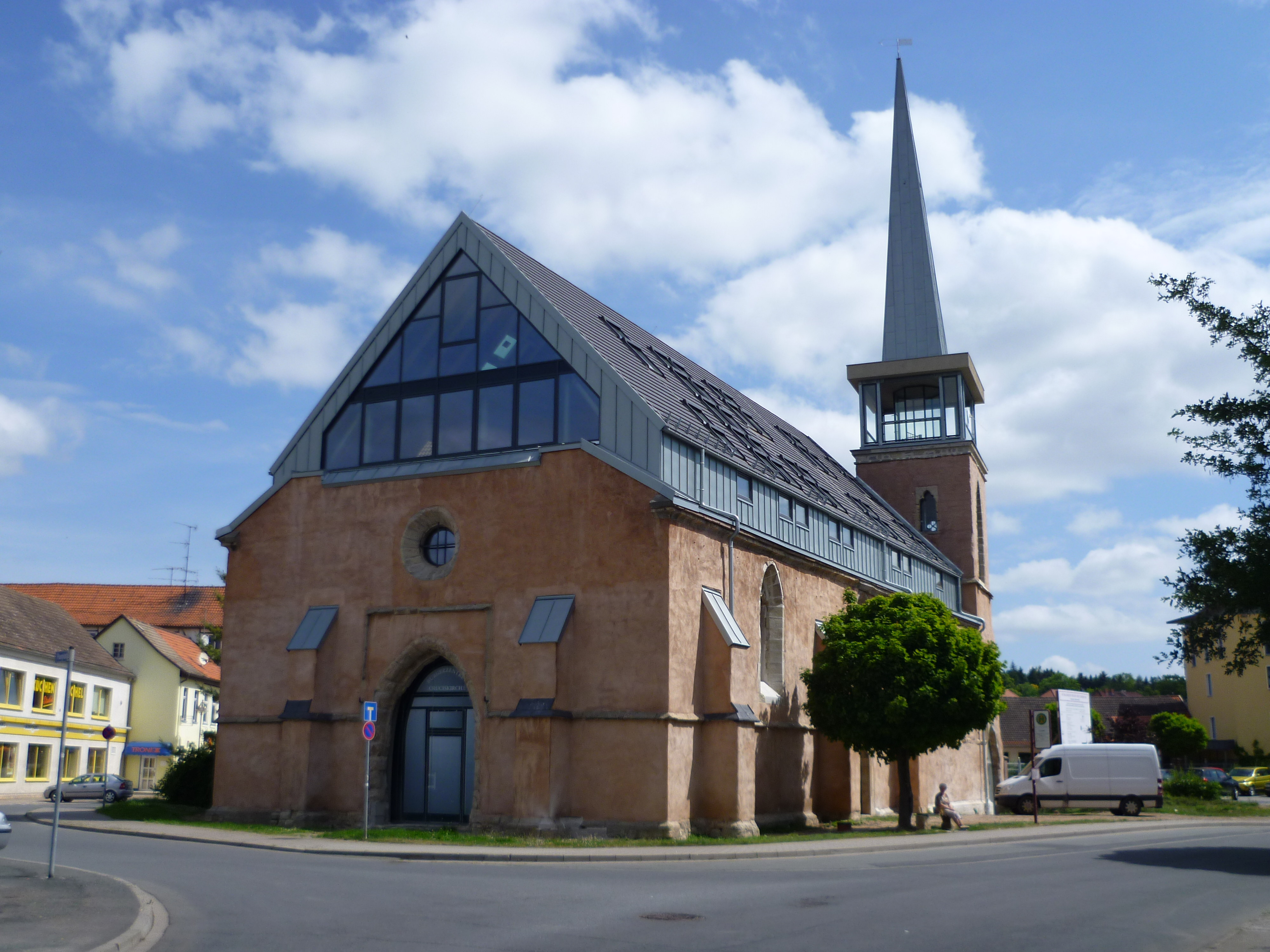
Ausbau zum Bürgerzentrum Cruciskirche, 2010.

Die Cruciskirche (Kirche zum heiligen Kreuz) aus dem 14. Jahrhundert ist das älteste Gebäude der Stadt Sondershausen.

## Geschichte
An der Nordwand der Kirche befindet sich eine Inschrift von der Grundsteinlegung am 7. September 1392. Die Südwand trägt einen Wappenstein mit dem leopardierten Schwarzburg-Käfernburger Löwen, dem Hauswappen des Erbauergeschlechts (Graf Günther XXIX. von Schwarzburg). Die Namensgebung beruht auf einer Legende. Die Kirche entstand aus der Notwendigkeit, die sich entwickelnde Neustadt in das kirchliche Leben einzubeziehen. Es wurde eine gotische Saalkirche gebaut. In der Verlängerung der Südwand nach Osten entstand der dreietagige Vierungsturm mit einem spitzen Helm. Das Baumaterial für die Kirche ist aus Kalksteinbruch und Sandstein. Zur Stabilisierung der Wände wurden außen sieben Strebepfeiler angebracht. Im untersten Bereich des Turmes fand die Krypta mit einem Kreuzgewölbe ihren Platz. Darüber befand sich eine kleine Kapelle. Nördlich der Kirche angelagert entstand das Hospizgebäude. Durch den Stadtbrand von 1463 wurden Kirche und Hospiz zerstört. Für die Spender, die ihr Geld für den Wiederaufbau der Kirche gaben, erließ Papst Pius II. einen zehnjährigen Ablass. Das Hospiz wurde aber erst 1570 neu errichtet.
Bei einem erneuten Stadtbrand im Jahre 1621 wurde die Stadtkirche St. Trinitatis stark beschädigt, sodass die Cruciskirche die Funktion der evangelisch-lutherischen Hauptkirche übernehmen musste. Die Bauarbeiten bei Behebung der geringen Brandschäden an der Cruciskirche wurden zur Erneuerung des Satteldaches und der barocken Innenausstattung genutzt. Wegen des gestiegenen Platzbedarfs war der Einbau von zwei Emporen an den Längsseiten notwendig. Dazu gehörte auch die Einrichtung des Fürstenstandes. In den Grabkammern unter dem Kirchenschiff wurden seit dem 16. Jahrhundert bedeutende Persönlichkeiten der Stadt beigesetzt. Die Funktion der Hauptkirche Sondershausens hatte die Cruciskirche bis 1691.
Cruciskirche und Hospiz (Waisenhaus) waren räumlich und auch funktional eng verbunden. Mit dem Wiederaufbau des Waisenhauses 1729/30 wurde die Kirche zur Waisenhauskirche. Als später das Waisenhaus ein Zuchthaus wurde, veränderten sich auch die Aufgaben der Kirche bis zur Auflösung des Gefängnisses im Jahre 1859. Damit verlor auch die Kirche ihre Funktion und drohte zu verfallen. Durch Gerichtsentscheidung ging die Kirche 1884 aus dem Staatseigentum in den Besitz der evangelisch-lutherischen Stadtgemeinde. Nach der nun möglichen Sanierung des Gebäudes übernahm 1886 die Kirche wieder ihre Aufgaben. Auch die Katholiken hielten hier bis zum Neubau ihrer eigenen Kirche 1908 ihre Gottesdienste ab. 1932 endete die kirchliche Nutzung der Cruciskirche. Sie wurde jetzt Eigentum der Stadt und als Lagerhalle genutzt.
Es setzte der bauliche Verfall der Kirche ein. 1972 musste sie wegen Baufälligkeit gesperrt werden. Nachdem Haube und Dachstuhl des Turmes 1973 abgerissen wurden und der Kirchdachstuhl 1989 zusammenbrach, blieb von der Kirche nur noch eine Ruine.
Durch die Gründung des Fördervereins Cruciskirche Sondershausen e. V. im Jahre 2001 trat eine Wende für den Erhalt der Kirche ein. Nach Sicherung der Ruine und der Grabkammern, und dem Ausbau des Turmes als Aussichts- und Ausstellungsturm wurde die Cruciskirche als Bürgerzentrum einer neuen Nutzung zugeführt. Diese Umgestaltung wurde 2009 vom Bundesverkehrsministerium mit dem Nationalen Preis für integrierte Stadtentwicklung und Baukultur ausgezeichnet.

## Inneneinrichtung
An der Westwand der einschiffigen Hallenkirche befand sich auf der oberen Empore die Orgel. Eine noch im Jahre 1885 in der Kirche vorhandene Orgel wurde im Jahre 1625 vom Stadtilmer Orgelbauer Petrus Kramer geschaffen. Der Altar wurde von zwei weiblichen Figuren, die zwischen Säulen standen, seitlich begrenzt. Zwischen den Figuren bildeten zwei Gemälde die Mitte des Altars. Die Kanzel an der Südwand ruhte auf einer Mosesfigur.

## Turm
Die beim Neubau aufgesetzte spitze Haube wurde wahrscheinlich 1729/30 durch eine welsche Haube ersetzt. Im Turm hingen bis 1915 zwei Glocken, die 1916 zur Metallgewinnung während des Ersten Weltkrieges eingeschmolzen wurden. Auf Initiative des Fördervereins wurde aus der Krypta unter dem Turm eine Sakristei, die als Ausstellungsraum genutzt werden kann. Im Jahre 2006 erhielt die Kirche wieder ihren spitzen Turm und zusätzlich eine Aussichtsterrasse. Zur Aussichtsplattform gelangt man über eine Wendeltreppe.

## Hospiz
Das 1570 wiederaufgebaute Hospiz fiel dem Brand von 1621 zum Opfer. Erst 1729/30 wurde das der Cruciskirche nördlich eng anliegende Haus wieder errichtet. Die Bewohner des Waisenhauses, welches in der Zwischenzeit in der Burgstraße seinen Platz hatte, zogen hier ein. Gleichzeitig hatte das Haus die Aufgabe einer Besserungsanstalt. Aus finanziellen Gründen musste das Waisenhaus schließen. Der Bereich Besserungsanstalt wurde zum Gefängnis ausgebaut. Nach Auflösung des Zuchthauses 1859 wurde das jetzt leerstehende Gebäude durch Umbauten 1861 zum Lehrerseminar für das Fürstentum. Das Hospizgebäude hatte ab 1922 bis 1934 die Funktion einer Deutschen Aufbauschule.
Dann war von 1934 bis 1945 die Grundschule untergebracht. Nach dem Zweiten Weltkrieg bis 1954 wurde das Gebäude als Volkspolizeiamt genutzt. Anschließend diente es als Internat der Oberschule und von 1975 bis 1983 als Pionierhaus. Nach einer erneuten Nutzung als Internat übernahm 1993 die „Wippertal“ Wohnungsbau- und Grundstücksgesellschaft das Haus als Verwaltungsgebäude.

## Quelle
- Manfred Ohl, Wolfgang Wytrieckus: Die Kirche St. Crucis. Starke, Sondershausen 2006, (Bauten in Sondershausen 2, ZDB-ID 2147621-4).